# Gyúró
Gyúró là một thị trấn thuộc hạt Fejér, Hungary. Thị trấn này có diện tích 24,37 km², dân số năm 2010 là 1275 người, mật độ 52 người/km².